# Arrondissement di Ostenda
L'arrondissement di Ostenda (in olandese Arrondissement Oostende, in francese Arrondissement d'Ostende) è una suddivisione amministrativa belga, situata nella provincia delle Fiandre Occidentali e nella regione delle Fiandre.

## Composizione

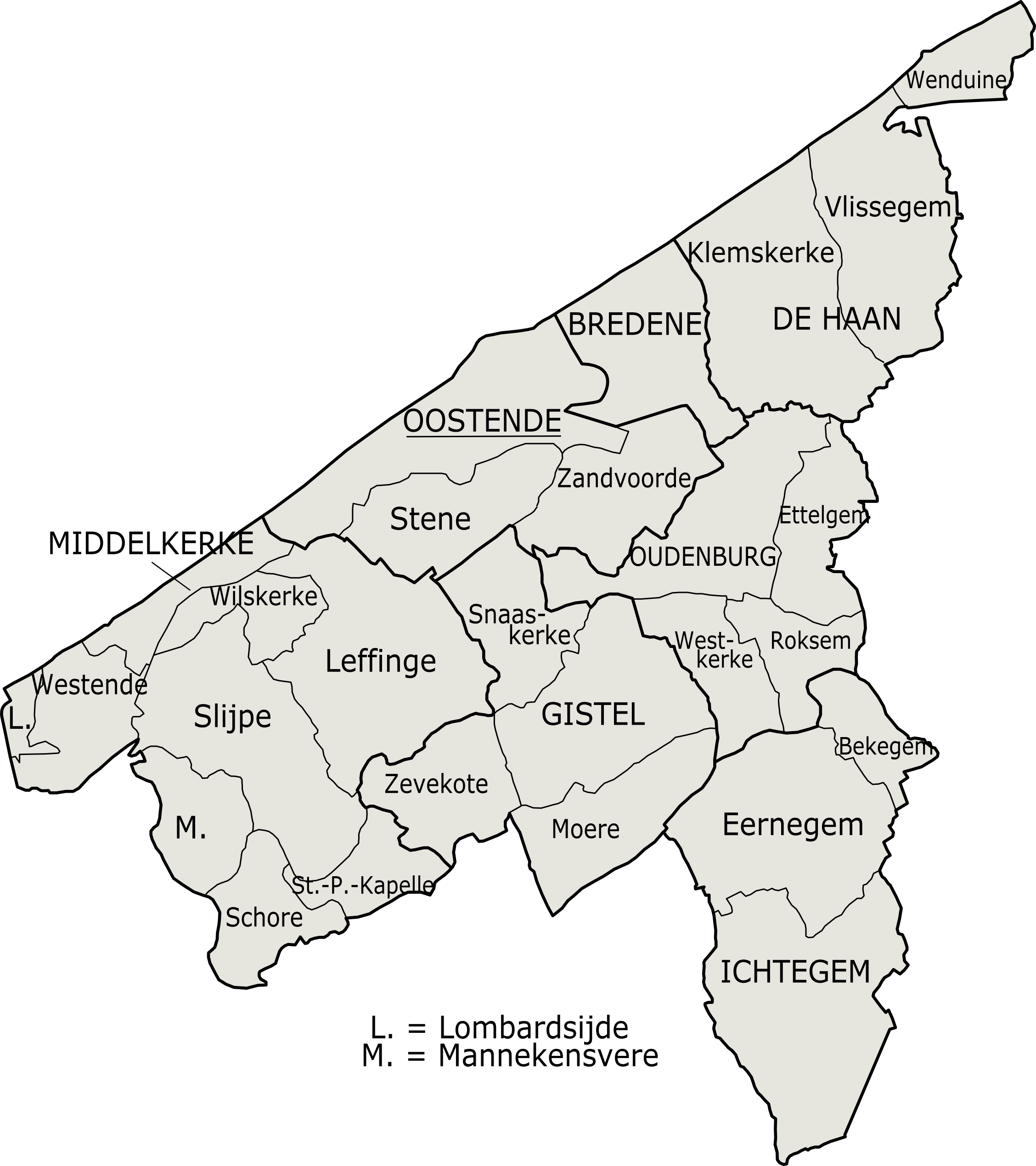
Arrondissement di Ostenda con indicazione dei comuni e le suddivisioni interne

L'arrondissement di Ostenda raggruppa 7 comuni:
- Bredene
- De Haan
- Gistel
- Ichtegem
- Middelkerke
- Ostenda (Oostende)
- Oudenburg

## Società

### Evoluzione demografica
Abitanti censiti
- Fonte dati INS - fino al 1970: 31 dicembre; dal 1980: 1º gennaio